# Lacrosseschläger

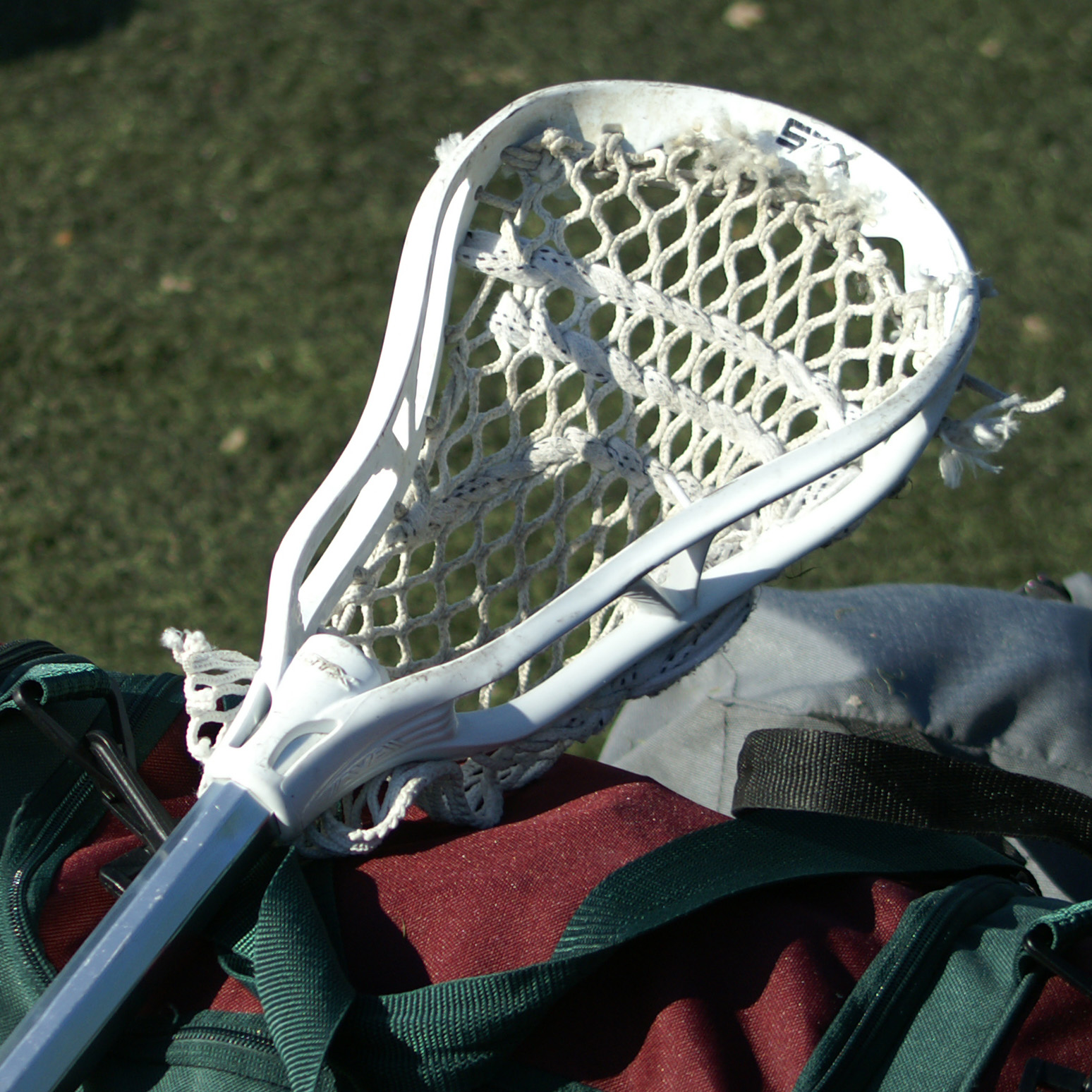
Lacrosseschläger

Der Lacrosseschläger (eng. lacrosse stick), auch Crosse genannt, ist die wichtigste Ausrüstung beim Lacrosse.

## Männerschläger

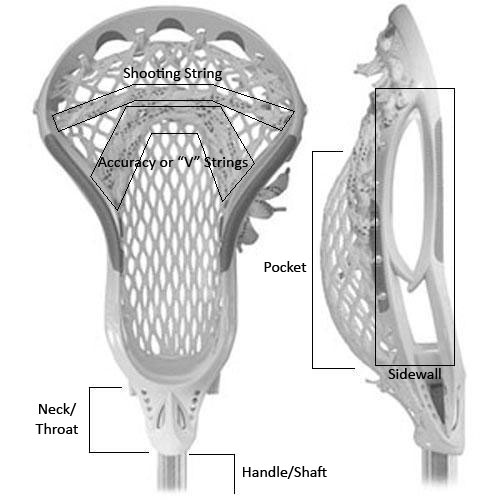
Lacrosse head diagram

Der Schläger der Männer besteht aus Holz, laminiertem Holz oder synthetischem Material und hat ein geformtes, taschenartiges Netz (genannt Pocket) am Kopfende. Der Stick muss eine Gesamtlänge von 102 cm bis 107 cm für Angreifer und Mittelfeldspieler aufweisen, während die Länge für Verteidiger zwischen 132 cm bis 183 cm liegt. Zu jedem Zeitpunkt darf eine Mannschaft nur maximal vier lange (Verteidiger-)Schläger auf dem Platz haben. Der Schlägerkopf muss zwischen 17,5 cm bis 25,5 cm breit sein. Eine Tasche entspricht nicht den Regeln, wenn der oberste Punkt eines in der Tasche liegenden Balles unter der Unterkante des Schlägerkopfrahmens liegt.

## Frauenschläger
Der Frauenschläger besteht aus den gleichen Materialien wie der Männerschläger und hat ebenfalls ein Pocket am Ende des Schlägers. Der Schläger muss eine Gesamtlänge von 90 cm bis 110 cm vorweisen. Der Kopf hat eine Breite zwischen 18 cm bis 23 cm. Die Tasche (engl. Pocket) muss aus Riemen und Bändern geflochten sein, da das bei den Herren verwendete Maschenmaterial (Mesh) nicht erlaubt ist. Die Oberseite des Balls darf in der Tasche nicht tiefer als die Oberseite des Schlägerrahmens liegen. Die Länge des Torwartschlägers kann zwischen 89,5 cm und 122 cm betragen. Die Tasche darf aus Maschenmaterial (Mesh) und bis zu 30,5 cm breit sein.

## Torwartschläger

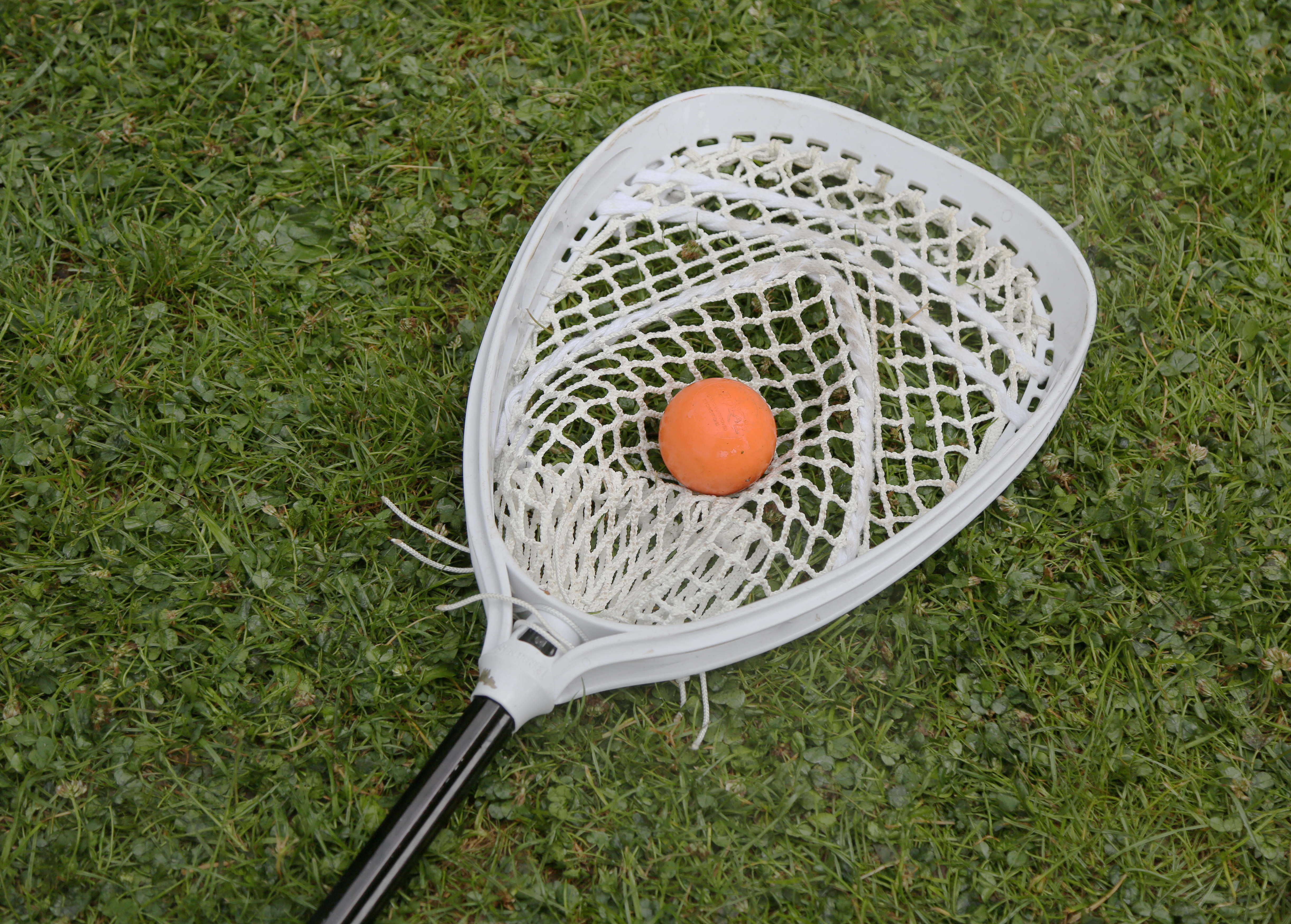
Torwartschläger mit wesentlich größerem Kopf

Der Kopf des Torwartschlägers bei den Männern sollte eine Breite von 25,5 cm bis 30,5 cm vorweisen. Die Länge des gesamten Schlägers kann bis zu 170 cm betragen. Der Kopf sollte bei den Frauen eine Breite bis zu 30,5 cm vorweisen. Der Schläger sollte nicht kürzer als 35,5 Zoll und nicht länger als 48 Zoll sein.